# Дімітріс Пікіоніс
Дімітріс Пікіоніс (грец. Δημήτρης Πικιώνης, 1887, Пірей — 1968, Афіни) — грецький архітектор.

## Біографічні відомості
Дімітріс Пікіоніс народився 1887 року в Піреї, однак батько походив з острова Хіоса. Вивчав цивільне будівництво у Технічному університеті Афін. Згодом продовжив навчання в Парижі, вивчав живопис та архітектуру.
Його перший проект будинку для родини Мораїті в Тзітзіфіс, виконаний в період 1921—1923 року. Це будівля з мансардою та багатьма елементами, характерними для грецької народної архітектури. 1925 року він став професором Технічного університету і опублікував свою знамениту статтю під назвою «Η λαϊκή τέχνη κι εμείς» (укр. Народне мистецтво і ми).
1932 року він побудував початкову школу в Пефкакії і літній театр для Маріки Котопулі. 1933 року він побудував експериментальну школи в Салоніках. 1949 року він будує будинок-студію для скульптора Фрасоса Ефтіміадіса-Менегакі по вулиці Гріпарі, 1 в районі Ано Патісія.
В період 1951—1957 років Дімітріс Пікіоніс розробив план пішохідних зон в районі археологічної ділянки Афінського акрополя — дуже важливу роботу і цінну роботу. В 1961—1964 роках він створив свої останні роботи: дитячий майданчик у Філофеї — поєднання грецької і східної традиції. 1966 року був обраний членом Афінської академії.